# Eugenio Bertini
Eugenio Bertini (Forlì, 8 novembre 1846 – Pisa, 24 febbraio 1933) è stato un matematico italiano considerato con Corrado Segre uno dei fondatori della scuola italiana di geometria algebrica.

## Biografia
Si iscrisse all'Università di Bologna dove ebbe come docente Luigi Cremona. Nel 1866 partecipò alla Terza guerra di indipendenza italiana per l'annessione del Veneto all'Italia fra i volontari Garibaldini.
Nel 1867 frequentò l'Università di Pisa dove ebbe come docente Ulisse Dini ed ottenne la laurea. Nel periodo 1868-1869 fu assistente di Luigi Cremona professore a Milano.
Cominciò la sua carriera di professore insegnando dal 1870 nelle scuole medie di Milano. Nel 1872 cominciò a insegnare Geometria proiettiva alla Sapienza - Università di Roma, dove ancora aveva seguito Cremona che si era trasferito nella nuova capitale.
Nel 1875 insegnò geometria superiore all'Università di Pisa; in seguito, dal 1880 al 1892 insegnò a Pavia. Nel 1892 ritornò a Pisa, dove insegnò fino al 1921, anno del suo pensionamento.
Tra i suoi allievi si devono citare Giacomo Albanese, Luigi Berzolari, Luigi Campedelli, Guido Fubini, Siro Medici, Carlo Rosati e Gaetano Scorza.
Fu Socio dell'Accademia Nazionale dei Lincei e di varie altre accademie.
Eugenio Bertini fu tra i primi a capire la grande importanza dello studio delle proprietà invariantive delle trasformazioni cremoniane, passando dal punto di vista proiettivo al punto di vista della geometria algebrica. Studiò e classificò le involuzioni nel piano. Effettuò anche delle ricerche sulla geometria proiettiva degli iperspazi.